# Dżamal Mirzaji
Dżamal Mirzaji (ur. 21 września 1985) – irański zapaśnik walczący w stylu wolnym. Zajął 21. miejsce na mistrzostwach świata w 2009. Złoty medalista igrzysk azjatyckich w 2010. Zajął czternaste miejsce na Uniwersjadzie w 2013, jako zawodnik Islamskiego Uniwersytetu Azad w Hamadan. Mistrz Azji juniorów z 2005 roku.